# Karl Kirchberger
Karl Kirchberger (* 1909 in Wien; † Juni 1956 ebenda) war ein österreichischer Eishockeyspieler, der mit der österreichischen Nationalmannschaft bei der Eishockey-Weltmeisterschaft 1931 die Bronzemedaille gewann und Europameister wurde.

## Karriere
Karl Kirchberger begann mit dem Eishockeysport beim Währinger Jugendspielverein, für den er neben Eishockey auch Tennis und Fußball spielte. Zur Saison 1928/29 wechselte er zum Wiener Eislauf-Verein, spielte zunächst für die Reserve-Mannschaft (WEV II) und gewann insgesamt viermal (1930, 1931, 1933 und 1937) die österreichische Staatsmeisterschaft mit dem WEV. Während der Saison 1935/36 spielte er beim Österreichischen Wintersport Club (ÖWSC) und kehrte ein Jahr später zum WEV zurück.
Nach dem 1939 erfolgten Zusammenschluss von WEV und dem EK Engelmann Wien zur Wiener Eissportgemeinschaft (WEG) spielte er beim Finale der deutschen Eishockey-Meisterschaft 1940 für diese und wurde deutscher Meister. Kirchberger wurde während des Zweiten Weltkriegs zunächst an der Westfront eingesetzt und war später in den besetzten Gebieten stationiert. 1943 übernahm er die Leitung der Eishockey-Sektion der WEG und spielte bis 1944 für diese.
International spielte er für die österreichische Eishockeynationalmannschaft bei den Eishockey-Weltmeisterschaften 1930 bis 1935 und 1938 sowie bei der Eishockey-Europameisterschaft 1932. Bei der Eishockey-Weltmeisterschaft 1931 gewann er mit der Mannschaft den Europameistertitel und zugleich die WM-Bronzemedaille, zudem gewann er 1932 die EM-Silbermedaille. Er wurde am Simmeringer Friedhof bestattet.

## Erfolge und Auszeichnungen
- Träger des Internationalen Abzeichens 1930, 1931, 1932, 1933, 1934, 1935, 1937
- 1930 Österreichischer Meister mit dem Wiener Eislauf-Verein
- 1931 Österreichischer Meister mit dem Wiener Eislauf-Verein
- 1931 Bronzemedaille bei der Weltmeisterschaft
  - Goldmedaille bei der Europameisterschaft
- 1932 Silbermedaille bei der Eishockey-Europameisterschaft
- 1933 Österreichischer Meister mit dem Wiener Eislauf-Verein
- 1937 Österreichischer Meister mit dem Wiener Eislauf-Verein
- 1940 Deutscher Meister mit der Wiener Eissportgemeinschaft

## Statistik
(Legende zur Spielerstatistik: Sp oder GP = absolvierte Spiele; T oder G = erzielte Tore; V oder A = erzielte Assists; Pkt oder Pts = erzielte Scorerpunkte; SM oder PIM = erhaltene Strafminuten; +/− = Plus/Minus-Bilanz; PP = erzielte Überzahltore; SH = erzielte Unterzahltore; GW = erzielte Siegtore; 1 Play-downs/Relegation; Kursiv: Statistik nicht vollständig)